# Rainie & Love...? 雨愛
『Rainie & Love ...? 雨愛』 (注音：ㄩˇㄞˋ, 拼音：Yǔ Ài) は、台湾の女性歌手、楊丞琳 (レイニー･ヤン) の5枚目のオリジナルアルバム。

## 解説
ソニー･ミュージックエンタテインメント (台灣索尼音樂娛樂股份有限公司) より2010年1月1日に発表された。日本での発表は同年3月24日。日本市場向けのキャッチコピーは、
レイニーが歌う台湾の花王「アジエンス」CMソング「S.H.E.」を特別収録したフルアルバム！
で、花王のヘアケア用品「アジエンス」とのタイアップが前面に推し出されているが、「S.H.E.」はあくまでも「Bonus Tracks (おまけ)」である。「本編」は楊丞琳主演の台湾ドラマ『海派甜心』(邦題：僕のSweet Devil) のエンディング･テーマ曲や挿入歌が、全10曲の内5曲を占めている。

### 感情世界
2005年の処女作『曖昧』以来、楊丞琳は一年に一作品という制作ペースを堅持してきた。前作『半熟宣言』では、イメージ作りにおいて少女から大人への成長過程に在る「半熟」な女性の多様な表情を自ら演じつつ、一方で楽曲制作においては、初めてモダン･ロックやHip-Hop、トランスなどといった多彩な音楽形式を取り入れ、各チャートで上位ランクインを果たした。日々成長する歌唱力や変化をもとめる姿勢が広く支持を得た楊丞琳は、本作でより高い完成度を目指し、これまで以上に真剣に取り組んだ。
本作では、前作『半熟宣言』のコンセプト「半熟」を引き継ぎつつも、前作以上に自身の内面が成熟したことに伴って、愛への態度もまた更に深みを増したことから、「Love」を主題とするコンセプト･アルバムとして発表する方針を固めていた。レコード会社とのブレインス･トーミングを経て、作品名は楊丞琳の英語名「Rainie」と「Love」を繋ぎ合せた『Rainie & Love...? 雨愛』に決まった。初めて「感情世界」という内面を開放した本作では、全ての歌詞に、「Rainie」の心の中に存在する期待、落胆、甘美、傷心といった「Love」にまつわる様々な感情との関係が書き綴られ、楊丞琳の愛に対する見方、すなわち、愛に対する無限の可能性と期待感が「...?」として示されている。

### 百変気象
楊丞琳は「雨」に対して一種の夢幻的想像を抱いてきた。英名の「Rainie」は文字通り「雨」の英語「Rain」に因む。本作で表現される様々な愛はあたかも変わりやすい空模様を暗喩していることから、レコード会社は本作をころころと変わる空模様に喩えて「百変気象情歌」と銘打った。失恋を歌った「雨愛」はまさしく雨空、別れた恋人に遠く思いを馳せる「匿名的好友」は移り気で曖昧な曇り空、鬱々とした「折疊式愛情」は視界を遮る濃い霧、甘美な「絕對達令」は肌を撫でるそよ風、「二度戀愛」は雨上がりの晴れ空、以上はバラードに分類される。「貴公子」羅志祥と共演した告白歌「In Your Eyes」はすっきりとした晴れ空、激しく自己愛ナルシシズムをぶちまける「青春鬥」は吹き荒れる狂風、女性の強いエネルギーが充ち溢れるロック調の「調皮的愛神」は太陽照りつける酷暑、コミカルな曲調にのせて運命の王子に邂逅した衝撃を歌う「要我的命」はまさに晴天の霹靂、鋭い曲調の「新流感」は天空を走る稲妻、以上はどれもハイテンポな曲調である。
変わりやすい天気が姿を変えて現れるのは歌詞のみに止まらない。双子座の女、楊丞琳の、多様な個性と音楽路線にもまた「百変気象」の影がみえる。本作では『半熟宣言』で取り入れたモダン･ロック、Hip-Hop、トランスに止まらず、アジア全土で最もアツい韓式デュエットやクランク、様々なクロスオーバーの音楽形式を取り込み、楊丞琳の歌唱の可能性をひろげている。どんな曲調にもプロらしい余裕をみせながら適応する楊丞琳の歌声からは、そのスキルがさらに大躍進を遂げたことがわかる。

### 雨天恋愛
本作初のシングル曲「雨愛」は、楊丞琳主演のドラマ『海派甜心』のエンディング･テーマ曲に採用され、ドラマの放送が開始されるや、その1分半のエンディングが視聴者によってYouTubeにアップロードされた。その後ブログや、Plurk (噗浪)、Twitter (現・X) といったミニ･ブログなどにファンが競って拡散しだすとともに、「フルで聴きたい！」という声が相継いだ。「雨愛」はブリティッシュ･ロック風のラブ･ソングだが、前作収録の「帶我走」で難度の高い広音域曲の洗礼を受けて以来、楊丞琳はロックのテクニックをどんどん吸収し、本作ではロック音楽のもつ力づよさ、細やかな感情表現、歌声の高揚感、どれをとっても高いレベルに達している。
「雨愛」の着想は、楊丞琳が雨の日の恋に対して抱く、多くのロマンチックな幻想に基いている。楊丞琳にとって雨の日の恋はいつも少し特別だった。いつもより甘えてみたり、わがままがいえる雨の日には、多くの甘美な恋の思い出がうまれる。しかし当然ながら心を引き裂くような辛い失恋の記憶もまた雨の日にうまれる。雨天の情景と失恋の悲痛とが描写された歌詞は、失った愛への未練を表す隠喩として、曲全体に淡い憂鬱さを醸しだす。甘い追憶と辛い記憶を複雑に絡ませることで、「雨愛」は心をひきつけ、揺さぶる「雨天の恋愛」を描き出している。歌詞のみならず、歌声でも雨の日の情景を彷彿とさせられる楊丞琳は、さすが演技派女優である。

## 収録曲
(表中の情報は基本的に日本版CDのブックレット記載の情報に拠る。)
|                          | 原題                      | 邦題                   | 作詞                         | 作曲                                                             | 再生時間 | 原曲                                           | 備考                                                     |
| ------------------------ | ------------------------- | ---------------------- | ---------------------------- | ---------------------------------------------------------------- | -------- | ---------------------------------------------- | -------------------------------------------------------- |
| 01                       | 雨愛                      | Rainie & Love          | Wonderful                    | 金大洲                                                           | 4:19     | -                                              | 『海派甜心』ED                                           |
| 02                       | In Your Eyes feat. 羅志祥 | -                      | 崔惟楷 Luke "skywalker" Tsui | Jeon Jun-Gyu                                                     | 4:29     | "In Your Eyes" by Jeon Jun-Gyu                 | 『海派甜心』挿入歌                                       |
| 03                       | 青春鬥                    | 青春の戦い             | 李宗恩                       | Roxanne Seeman - Kine Ludvigsen - Olav Fossheim (Tick Tock Team) | 2:57     | "Tick Tock (Beat the Clock)" by Tick Tock Team | 『海派甜心』挿入歌                                       |
| 04                       | 調皮的愛神                | いたずらなキューピッド | 崔惟楷 Luke "skywalker" Tsui | The Phantom Boyz                                                 | 4:54     | "It's Our World" by Frankie Storm              |                                                          |
| 05                       | 折疊式愛情                | 折りたたみ式の愛情     | 姚若龍                       | 佳芳同學, 阿鳩                                                   | 4:04     | -                                              | 『海派甜心』挿入歌                                       |
| 06                       | 匿名的好友                | 匿名の親友             | 李焯雄                       | 陳穎見@口袋音樂                                                  | 4:21     | -                                              | 『海派甜心』挿入歌, 『찬란한 유산』の台湾版OP            |
| 07                       | 要我的命                  | もう死にそう           | 李宗恩                       | Nicole Morier?                                                   | 3:39     | "On the Beat" by Electrocute                   |                                                          |
| 08                       | 絕對達令                  | 絶対彼氏               | 吳本緯                       | Anna 啓馨                                                        | 4:07     | -                                              |                                                          |
| 09                       | 新流感                    | 新型インフルエンザ     | 馬嵩惟                       | (不詳)                                                           | 3:26     | "Love Rocks" by Windy Wagner?                  |                                                          |
| 10                       | 二度戀愛                  | 2度目の恋愛            | 鄔裕康                       | 陳威全                                                           | 3:50     | -                                              |                                                          |
| 日本版収録 bonus tracks  |                           |                        |                              |                                                                  |          |                                                |                                                          |
| 11                       | S.H.E. (Mandarin version) | -                      | SOAR                         | Wei Lin                                                          | 4:20     | (日本語版：JUJU)                               | 花王(台灣)股份有限公司アジエンスCMソング                 |
| 12                       | 曖昧(Japanese version)    | -                      | Xiao-Leng                    | Yuki Kawamura                                                    | 4:07     | "曖昧" (2005年発表の処女作『曖昧』収録)        |                                                          |
| 台湾「繽紛慶功版」(cd 2) |                           |                        |                              |                                                                  |          |                                                |                                                          |
| 01                       | 曖昧                      | -                      |                              |                                                                  | 4:05     |                                                |                                                          |
| 02                       | 恋の魔法ママ              | -                      |                              |                                                                  | 2:57     |                                                |                                                          |
| 03                       | Rainie & Love 冠軍主打歌  |                        |                              |                                                                  | 6:19     |                                                | メドレー："匿名的好友"＋"雨愛"＋"In Your Eyes"＋"青春鬥" |

## 脚註

### 註釈
1. ↑  [参考] ブックレット上の記載「OT：In Your Eyes 原詞曲：Jeon, Jun Gyu」
2. ↑  [参考] "青春痘" (ニキビ) とかけている。
3. ↑  [参考] ブックレット上の記載「OT：Tick Tock (Beat the Clock) 原詞曲：Seeman, Roxanne/ Fossheim, Olay Andreas/ Ludvigsen, Kine」
4. ↑  [参考] ブックレット上の記載「OT：It's Our World 原詞曲：Frankie Storm/ Larry Summerville Jr./ Melvin K. Watson Jr.」(＊The Phantom Boyz : Larry Summerville Jr./ Melvin K. Watson Jr.)
5. ↑  [参考] ブックレット上の記載「OT：On The Beat 原詞曲：Nicole Morier/ Mindy Brock/ Bram Inscore /John Kirby」
6. ↑  [参考] ブックレット上の記載「OT：Love Rocks 原詞曲：Steven Andrew Smith/ Anthony George Anderson/ Joleen Belle/ WINDY WANGER」

### 参照
1. 1 2 3 4 5 6 7  “Rainie & Love...? 雨愛” (中文 (台灣)). SONY MUSIC.   台灣索尼音樂娛樂股份有限公司. 2024年3月24日閲覧。
2. 1 2  “Rainie & love...？”. SonyMusic.   Sony Music Entertainment (Japan) Inc.. 2024年3月24日閲覧。